# Receptor testicular 2
El receptor testicular 2 (TR2) es un factor de transcripción perteneciente a la familia de los receptores nucleares, codificado en humanos por el gen HGNC NR2C1  (de sus siglas en inglés "nuclear receptor subfamily 2, group C, member 1").

## Interacciones
El receptor testicular 2 ha demostrado ser capaz de interaccionar con:
- Receptor de estrógeno alfa[2]
- HDAC3[3][4][5]
- HDAC4[4][5]
- Receptor androgénico[6]